# Nicolae Filipescu
Nicolae Filipescu (Bucarest, 5 dicembre 1862 – Bucarest, 30 settembre 1916) è stato un politico romeno.

## Biografia
A soli 30 anni, fondò il giornale Epoca, cui hanno collaborato, tra gli altri, Ion Luca Caragiale, Alexandru Vlahuță, Titu Liviu Maiorescu e Barbu Ștefănescu Delavrancea. Il 9 febbraio 1893 fu eletto sindaco di Bucarest. Il periodo di Filipescu come sindaco è quello durante il quale le strade di Bucarest furono percorse dal primo tram elettrico. Simbolo della modernità, il tram corse per la prima volta sul "Grand Boulevard" il 9 dicembre 1894. Nel mese di ottobre 1895 Filipescu lasciò la carica di sindaco di Bucarest per continuare la sua carriera politica. 
Tra il 29 dicembre 1910 e il 27 marzo 1912 Filipescu fu Ministro della Guerra della Romania, nel Gabinetto diretto da Petre P. Carp.
Ammalatosi al cuore e ai reni, morì all'età di 54 anni.